# Papenkaule

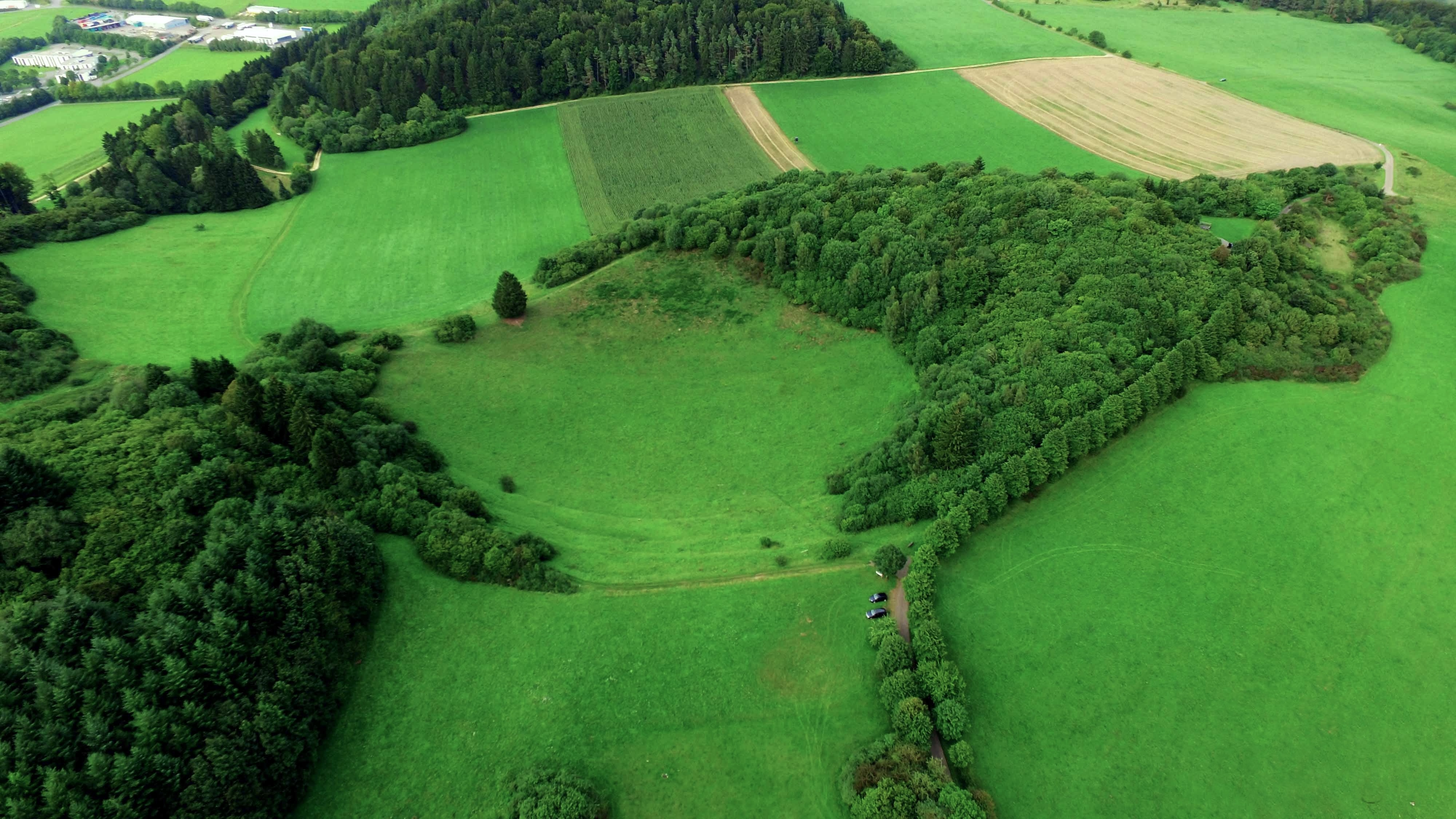
Papenkaule

Die Papenkaule (im Dialekt auch Papenkaul genannt) ist eine ovale Einsenkung in der Munterley nördlich von Gerolstein/Eifel. Sie ist in Nordwest-Südost-Ausdehnung etwas langgestreckt mit einem Durchmesser von 80 bis 140 Meter bei einer mittleren Tiefe von 30 Metern. Die Papenkaule ist vulkanisch entstanden.

## Geologie
Die Papenkaule ist umgeben von einem niedrigen Wall, der aus pyroklastischen Ablagerungen, Tephra genannt, besteht. Es kommen vor Bruchstücke devonischer Sedimente, zum Teil durch Hitzeeinwirkung glasiert, miteinander verschweißte Basaltschlacken, Bruchstücke von Erdmantel-Gestein (sogenannte Olivinbomben, nach dem Mineral Olivin) und metamorph stark veränderte sogenannte Sanidinite. Form und Gestalt legen damit eine phreatomagmatische Explosion nahe, bei der ein Maar entstanden wäre. Die Papenkaule wird aber anders gedeutet. Hier sei zunächst ein Krater bei einer reinen Gasexplosion, ohne Wassereinfluss, entstanden. Die danach aufdringende Lava hätte hier aber nie die Oberfläche erreicht. Sie ist demnach unterirdisch, in Hohlräume des verkarsteten Dolomitgesteins der Munterley abgeflossen, trat westlich davon in der Hagelskaule zu Tage und strömte südwärts als Sarresdorfer Lavastrom bis ins Kylltal (benannt nach einem heute eingemeindeten Ort bei Gerolstein). An der Hagelkaule als oberirdischer Austrittsstelle hat sich ein Wall aus Wurf- und Schweißschlacken gebildet, die durch Lavafontänen erklärt werden. Der Sarresdorfer Lavastrom besitzt zwischen Munterley und Auburg eine Lücke. Hier ist er vermutlich durch das steile Gefälle abgerissen. Der Lavastrom liegt Sedimenten der Niederterrasse des Kylltals auf und hat damals den Fluss aus seinem alten Flussbett verdrängt. Ob es dabei auch zu einem Aufstau gekommen ist, ist umstritten.
Entgegen dem Eindruck ist also die Papenkaule kein Maar, sie entspricht eher dem Krater eines Schlackenkegels. Nahebei, etwas nördlich zwischen Hagelskaule und Steinberg, liegt mit dem Gerolsteiner Maar auch ein echtes (Trocken-)Maar von etwa 900 Meter Durchmesser. Die Papenkaule, als atypischer Schlackenkegel, ist eines der gut 250 bekannten Eruptionszentren des Westeifel-Vulkanfelds. Frühere Vermutungen, es handelte sich bei Papenkaule und Hagelskaule um unabhängige Eruptionspunkte, werden heute nicht mehr vertreten, sie gehen letztlich zurück auf Ernst Heinrich von Dechen 1886.
Das Gestein des Sarresdorfer Lavastroms wurde bestimmt als Basanit, ein basisches, kieselsäurearmes Ergussgestein. Sein Alter, und damit auch das Alter der Papenkaule, wurde mittels Argon-Argon-Datierung auf 32.000 Jahre, plus/minus 13.000 Jahre, datiert, also ins späte Pleistozän. Er ist im näheren Umfeld im nördlichen Teil des Westeifel-Vulkanfelds, das eigentlich überwiegend durch etwa 400.000 Jahre ältere altpleistozäne Eruptionen gekennzeichnet ist, untypisch jung. Der Vulkanismus des Westeifel-Vulkanfelds endete bisher mit dem Ausbruch im Ulmener Maar vor etwa 10.000 Jahren.